# Can’t Nobody
«Can’t Nobody» — шестой сингл корейской поп-группы 2NE1 с их дебютного студийного альбома 2010 года To Anyone.

## Информация о песне
Автором и продюсером песни стал Тедди Пак, создавший большинство композиций группы. «Can’t Nobody» была выбрана в числе трёх композиций (вместе с «Clap Your Hands» и «Go Away»), которые были выбраны для продвижения альбома To Anyone.
19 января 2010 года на японском сайте Recochoku была выложена английская версия песни «Can’t Nobody», тогда же вышла английская версия видеоклипа. 23 февраля 2010 года было объявлено, что она вместе с японоязычной версией «Go Away» войдёт в дебютный японский сингл группы.
Видеоклип для корейской версии был снят в августе 2010 года. Режиссёром как английской, так и корейской версии стал Со Хён Сын, ранее снявший для 2NE1 клипы «Fire», «I Don’t Care» и «Try to Follow Me». Видеоклип «Can’t Nobody» появился 12 сентября 2010 года, в тот же день состоялось живое выступление группы с премьерой песни на телешоу Inkigayo. Видеоклип на английском языке появился на YouTube 11 апреля 2011 года.
«Can’t Nobody» была хорошо принята публикой. Интернет-портал AllKpop охарактеризовал песню как «энергичную, быструю и агрессивную» и сравнил с дебютным синглом группы «Fire».

## Чарты
Сразу же после выхода альбома песня попала на 4 место в хит-параде Gaon Chart, а спустя неделю поднялась на 2, уступив другому треку 2NE1 «Go Away».
| Чарт (2010) | Наивысшая позиция |
| ----------- | ----------------- |
| Gaon Chart  | 2                 |

| Чарт (2010) | Наивысшая позиция |
| ----------- | ----------------- |
| Gaon Chart  | 2                 |

| Чарт (2010)          | Позиция |
| -------------------- | ------- |
| Gaon Chart           | 13      |
| Gaon Downloads Chart | 20      |
| Gaon Streaming Chart | 17      |